# ヘンリー・カットナーのクトゥルフ神話
ヘンリー・カットナーのクトゥルフ神話作品について解説する。キース・ハモンドなどの別名義で発表した作品もあり、それらも含めている。

## 概要
カリフォルニアのカットナーは1935年に作家デビューを果たした。デビュー作『墓地の鼠』はハワード・フィリップス・ラヴクラフト（以下HPL）の影響が色濃いと評される。
翌1936年にクトゥルフ神話に参入しており、タイミングとしては他作家たちより遅めである。1937年3月にHPLが死去しており、1939年になってから5作が一気に発表されている。
東雅夫は諸作品にHPLからの影響を指摘しつつも、「特色があり、ラヴクラフト‐ダーレス路線とは異なる独自色を出している点で珍重すべきものとなっている」と解説する。
カットナー神話の中核にいる神はイオドである。ストーリー面では、生者が意識あるままに死者と化すというパターンが散見される。
クトゥルフ神話を体系化するにあたり、カットナー神話の要素をどう位置づけるかは、フランシス・レイニーやリン・カーターひいてはサンディ・ピーターセンら辞典編纂者たちの悩みの種であった。これは「カットナー神話として」筋が通っているものを材料に、複数作家の作品群を無理やり体系化しようとするからである。有名な設定のいくつかはカットナーの補強によって成り立っているため無視するわけにはいかない。

## 作品リスト
略記として、『ウィアード・テールズ』はWTと記し、『ストレンジ・ストーリーズ』はSSと記す。
- クラーリッツの秘密（WT1936/10）
- セイレムの恐怖（WT1937/05）
- 暗黒の口づけ（WT1937/06、ロバート・ブロックとの共作）
- 蛙（WT1939/02）
- 侵入者（SS1939/02）
- ヒュドラ（WT1939/04）
- 恐怖の鐘（SS1939/04）
- 狩りたてるもの（SS1939/06）

日本では青心社の『クトゥルー』（クト）や国書刊行会の『真ク・リトル・リトル神話大系』（真ク、新ク）などに収録されている。これらはクトゥルフ神話作品のアンソロジーであり、収録はバラバラとなっている。また私家版の作品集が存在する。

## １：クラーリッツの秘密
『クラーリッツの秘密』（クラーリッツのひみつ、原題：英: The Secret of Kralitz）は、WT1936年10月号に掲載された。
神イオドの初出であり、簡単な言及がある。東雅夫は「ラヴクラフト『魔宴』の中世ドイツ版といった趣」と述べた。

### 1あらすじ
クラーリッツ男爵は、修道院を焼き払い修道士を皆殺しにする。大修道院長は絶命の間際、男爵に呪いをかける。
クラーリッツ城に住む一族の間では、呪いの性質が秘密になっていた。わたしフランツは、病床の父にどのような秘密であるかを尋ねるも、父は知らせることができないと述べるのみ。父は、自分からは秘密を突き止めようとはしないよう警告し、いつか秘密の番人が現れ彼らに案内されて地下の洞窟で秘密を知ることになるだろうと説明する。最後の言葉を口にするや、父は息を引き取る。
わたしが第21代目クラーリッツ男爵を継承してから、何年もの時間が経過する。あるときわたしが熟睡から目覚めると、黒装束の男が2人、無言で立ち尽くしていた。このときを待ち望んでいたわたしは、彼らにいざなわれ、生まれ育った城の薄暗い廊下を進む。わたしも知らなかった隠し階段をくだりつづけ、石の扉を開けると、長い矩形のテーブルに20人の人物が着席していた。遠くからはくぐもった唸り声や甲高い金切り声が聞こえ、靄のような影のような実体の確かならぬ生物たちの気配も感じ取れる。
わたしは恐怖しながらも恍惚を覚え、未知の場所ながら心の底では理解し受け入れる。わたしの口からは、どういうわけか易々と古ドイツ語が流れ出て、彼らに己が第21第クラーリッツ男爵であることを告げる。顎鬚に傷のある大男が、古いドイツ語でわたしを歓迎すると言い、乾杯が行われる。わたしは大男の顔が創始者の肖像画と同じであることを視認し、自分が祖先たちと食事をしていることを悟る。邪悪な歓喜をおぼえて大笑いするわたしに乗じて、怪生物たちも騒ぎ立てる。クラーリッツ城の地下には地獄があり、この世ならぬものたちによる宴が行われている。
わたしたちは部屋を出て、地底湖にかかる橋に行き、名状しがたい生物たちを目撃する。わたしはユゴスの菌類生物、海底都市でクトゥルーに傅く巨大生物、鱗に覆われた地下のヨグ＝ソトースを信奉する者たちの異様な寒気について学び、また始原のイオドが銀河の彼方で信じがたい方法で崇拝されていることも知る。
それら地獄の闇は、まさしく笑いを覚えるほどに愉悦な情景であった。やがて宴は終わり、男たちは階段を上っていく。わたしはいつの間にか、初代と二人きりで、クラーリッツ家の歴代男爵たちが葬られている納骨所に来ていた。わたしは、人間でないものと化した彼らが、夜になると起き上がり地下へとくだって饗宴をあげていることを理解する。わたしは地上に戻ろうとするが、行く手を遮られる。いぶかしむわたしに対して、初代はわたしの傍らにある物を指し示す。そこには、第21代クラーリッツ男爵フランツと刻まれた棺が置かれていた。わたしはようやくクラーリッツの呪いの秘密を理解し、自分がすでに死んで葬られていたことを悟る。

### 1登場人物
- 初代クラーリッツ男爵 - 顔に傷跡のある大男。修道院を焼き、修道士たちを皆殺しにした。
- 大修道院長 - 初代男爵の宿敵。死の間際に男爵と子孫に呪いをかけた。
- 2人の案内者 - 秘密の番人。
- 父 - 20代目男爵。
- フランツ - 語り手。21代目。

### 1収録
- クト10、東谷真知子訳

### 1関連作品
- 魔宴

## ２：セイレムの恐怖
セイレムの恐怖（セイレムのきょうふ／セイレムの怪異、セイレムのかいい、原題：英: The Salem Horror）は、WT1937年5月号に掲載された。
マサチューセッツ州のセイレム（セイラム）を舞台としており、1692年のセイレム魔女裁判が下敷きにある。本作にて、邪神ニョグタとマイケル・リーが初登場する。
東雅夫は「ラヴクラフトの魔女小説の影響が色濃い」と解説している。批評家のショーン・ラムジー（Shawn Ramsey）は、本作品に登場する悪役アビゲイル・プリンは、魔道書「妖蛆の秘密」の著者であるルートヴィヒ・プリンの子孫ではないかという示唆を行っている。

### 2あらすじ
黒魔術使いとして知られる老婆・アビゲイル・プリンが処刑されてから200年後、人気作家カースンはセイレムのダービイ・ストリートにある彼女の家を借りる。カースンは鼠を追ううちに、地下の隠し部屋を見つけ、その静謐さを気に入って仕事部屋に決める。
地下室のことを家主に報告したところ、噂が広まり、野次馬やオカルティストの見物人達が押しかける。カースンは辟易するも、やじ馬に混じって家に来ていたマイケル・リーには好感を覚える。リーから夢について尋ねられたカースンは、夢の記憶が無いことに気づく。翌朝、散歩に出かけたカースンは、魔女の墓が暴かれ、通行人が死んでいたことを知る。そのことをカースンから聞いたリーは「あなたは魔女に操られている。すぐに家を離れなさい」と警告する。
当惑したカースンは、拒否して地下室にこもり、眠り込む。目を覚ました彼は、ミイラの化物が地下から黒いゼラチン状の怪物を召喚するところを目撃する。そこへリーが駆け付け、輪頭十字と呪文と霊液で怪物を退散させ、ミイラは怪物に引きずり込まれる形で消滅する。カースンは命拾いしたものの、この体験が作風に影響し、病的で恐ろしすぎる、誰も読みたがらないような怪奇作品しか書けなくなってしまう。

### 2登場人物
- カースン - 人気作家。魔女の家を借り、地下室を見つける。
- マイケル・リー - サンフランシスコ在住のオカルティスト。
- アビゲイル・プリン - 黒魔術で悪名高い老婆。処刑され、心臓には杭を打ち込まれた。死ぬ前に、地下室に仕掛けを残していた。カースンを操り墓から蘇り、己の家に戻る。
- ニョグタ - 魔女アビゲイルが崇拝する邪神。虹色にきらめく、不定形ゼラチン状の黒い神。ネクロノミコン（セイレムのケスター文庫に収蔵有[注 1]）に記述がある。洞窟や亀裂を介して地上に召喚される。

### 2収録
- クト7、三宅初江訳「セイレムの恐怖」
- 真ク1&新ク3、高木国寿訳「セイレムの怪異」

### 2関連作品
チャールズ・ウォードの奇怪な事件
HPLが執筆した妖術師物語。セイレムの魔術師ジョセフ・カーウィンにまつわる物語。『魔女の家の夢』以前の1920年代には既に書かれていたが、HPLの生前には発表されず、また作家仲間にも見せなかった作品であるため、カットナーの『セイレムの恐怖』に直接は影響を及ぼしえない。

## ３：暗黒の口づけ
ロバート・ブロックとの共作。お互いの分担の度合は不明である。WT1937年6月号に掲載された。マイケル・リーが登場する。

## ４：蛙
『蛙』（かえる、原題：英: The Frog）は、WT1939年2月号に掲載された。
『狩りたてるもの』と同じく「修道士の谷」を舞台とする。東雅夫は「『ダニッチの怪』の化け蛙版」と表現した。

### 4あらすじ
かつて「修道士の谷」の北の沼では魔女たちが忌まわしい妖術を行った。沼の怪物の落とし子と呼ばれた魔女パースィスは、池に沈められて殺され、墓は魔力を帯びた石で蓋をされた。だが、パースィスは死に際に呪いを残したとされ、幾つもの奇怪な噂があった。池からぬるぬるした緑色の姿になって浮かび上がり異教の神に祈ったとも、北の沼から父親がやって来たとも、墓の中で父と同じ姿に変質したとも言われ、今となっては真相は誰もわからず、迷信だけが語り継がれている。
20世紀、ニューヨークから画家ノーマン・ハートリイが引っ越してくる。ハートリイは村から2マイル離れた一軒家を借りる。その家こそ、かつてパースィスが住んでいた「魔女の家」であったが、ハートリイは迷信を信じなかった。審美眼を誇るハートリイにしてみれば、家の庭にある「魔女の石」が目障りであり、どかして捨てる。管理人のダブスンは魔女の墓から封印の石が取り除かれたことに蒼褪め、石には封印の文字が記してあることを説明するも、ハートリイはくだらないと一蹴する。
夜、ハートリイは自宅で怪物を目撃する。逃げると化物は追ってくる。我を忘れ、ひたすらに助けを求めて村まで走っていく。またハートリイの逃走劇と時を同じくして、近所の農家で惨殺事件が起こる。翌朝ハートリイが村人に連れられて家に帰ると、花壇が踏み荒らされて穴が開いており、ダブスンの喰い荒らされた無惨な死体が、悪臭を放つ粘液にまみれて横たわっており、「巨大な蛙のような足跡」も発見される。村人たちは銃で武装して、化物だと言う。だがハートリイは見当違いにも合理的に説明できると信じ込み、「肉食の動物だ」「雑種のフリークスだ」などと言い張る。もはや正気を最後の防壁にしているだけでしかなかった。
夜になり、大勢の男達が銃を構えて警備を行う。午前2時、村から離れたハイウェイにあるガソリンスタンドの店主から「何者かが襲って来た。窓が破られそう。助けてくれ」と電話で通報があった。電話の直後、ガソリンスタンドは炎上する。現場に駆け付けた男たちは「異様な姿をした巨体のもの」が炎の中から飛び出してくるのを目撃し、銃弾を浴びせたが逃してしまう。
ハートリイは村のリゲットの家に泊まっていた。化物が襲撃してきて、なんとか助かったが、化物に狙われていることが判明する。リゲットはハートリイを餌にしておびき出すことを提案する。だがその直後、化物が再び襲いかかって来て、リゲットを殺してハートリイに襲い掛かる。逃げるハートリイは、追われながら特定の場所に誘導されていることを察する。ハートリイは拳銃で応戦し、追ってきた2台の自動車からも化物に銃弾が放たれる。化物は泥と流砂に足を取られ、さらに体中に穴を開けられたことでダメージを負い、黒い体液を流しながら沈んでいく。最後に呪いの言葉を残した後、北の沼には再び静寂が訪れる。

### 4登場人物
- ノーマン・ハートリイ - 画家。魔女の家に引っ越してきた。都会生まれで迷信を信じない。
- ダブスン - 義足の老人。ノーマンが借りた家の管理人。
- パースィス・ウィンスラップ - 魔女。殺された後に、墓には封印がされていた。
- バイラム・リゲット - 村人。
- 化物 - インディアンが太古に崇拝していた魔物。蛙じみた生物。パースィスの父親らしい。

### 4収録
- クト11、岩村光博訳

## ５：侵入者
侵入者（触手、原題：英: The Invaders）は、SS1939年2月号に掲載された。
20世紀パートと、ヘイワードが書き留めた古代ムー大陸描写の2パートで構成される。20世紀パートの舞台であるカリフォルニア州は、カットナーの地元である。主役神はカットナーが創造した神格「ヴォルヴァドス」、敵役は正体不明の異次元からの侵入者（触手）。本作はヴォルヴァドスの初出作品ではないが具体的に描写されており、初出作品『The Eater of Souls』は日本語に翻訳されておらず（私家版はある）またほぼ名前だけの登場にとどまっている。
東雅夫は「特色があり、ラヴクラフト‐ダーレス路線とは異なる独自色を出している点で珍重すべきものとなっている」、「ダーレス神話とは別種の神話大系が想定されている点で、おおいに興味深い作品である」などと解説している。
ラヴクラフトのムー大陸の設定を継承している。具体的には『永劫より』『墳丘の怪』の2作だが、後者は正式に発表されたのが1940年なので、1939年に発表された本作への影響度合が不明瞭である（発表前に、手紙で伝えていた可能性がある）。クトゥルフ神話作品としては、先述のように、ラヴクラフトともダーレスとも、重複しつつ、別物でもある。そのため、後続作品や事典にて別人が諸設定を統合しようとしたものでは、ヴォルヴァドスの位置づけなどに解釈が加わっている。
時間遡行薬に関連して「ナコト五芒星形」というアイテムが登場する。作中では詳細な説明はないが、後にナコト写本および、時間を超えるイースの大いなる種族に結びつけられる。

### 5あらすじ
ムー大陸の人類は、クトゥルフ、イグ、イオド、ヴォルヴァドスなどの神々を崇拝していた。そこに宇宙の別の次元から、侵略者達が来訪する。彼らは死にゆく故郷を捨て、地球の先住生物を一掃して自分たちの都市を築こうとする。侵入者達と人類の間で抗争が勃発し、人類に友好的な神々は敵を迎え撃つ。その戦争を最前線で戦ったのがヴォルヴァドスと神官達であった。
時は流れ20世紀。怪奇作家ヘイワードは、禁断の文献の知識から作った「時間遡行薬」を服用し、前世の記憶を見て小説を執筆していた。文献には予防措置が書かれていたが、薬の効果を優先するあまり自衛を疎かにしたヘイワードは、ある日、太古の魔物を呼び出してしまう。身の周りに異形の生物達が現れるようになってから2日が経ち、恐怖したヘイワードは、友人2人に助けを求める。
連絡を受けたビルとジーンは、カリフォルニア州のサンタ・バーバラ郊外の別荘にいるヘイワードの許へと向かう。深夜2人が別荘に着いたとき、ヘイワードは何かに恐怖し憔悴していた。ふと、窓の外にいた「何か」を、ジーンは妙な植物の蔓かと思うが、はっきり見たビルはパニックに陥る。ヘイワードがスケッチした、悪夢のような触手の生物の絵を見て、ビルは正にそいつだと断言する。ジーンはとても信じられず、錯覚としか思えない一方で、怪音や冷気が確かにある。ビルは自動車で逃げようと言い出すが、ドアを開けて別荘の外に出たとたんに姿を消してしまい、半信半疑だったジーンも深刻さを悟る。浜辺には異次元の戸口が開き、そこには見る影もないほどに変わり果てたビルがいて、彼はさらに変質して粘液と化す。ビルを生贄に得たことで異界の扉が開き、霧や風、冷気といった魔物どもの瘴気が強くなる。
絶体絶命の2人であったが、ジーンの脳裏に攻略のヒントが閃く。ジーンはヘイワードに声をかけ、前世で彼らに勝利した方法を思い出すように説く。怪物がドアを引き裂いた正にそのとき、ヘイワードは大神官の記憶をなぞりヴォルヴァドスの呪文を発する。部屋を異界の闇と冷気が覆い2人を飲み込むが、新たに、<貌>と銀色の靄が出現する。闇と靄は拮抗し合い、部屋であったはずの空間は、太古の景色へと塗り替わり、ジーンとヘイワードは過去の世界を幻視する。巨石造りの都市は、異次元からの侵入者達の世界であり、ヴォルヴァドスは彼らを追い出し戸口を閉ざす。
ジーンとヘイワードは別荘へと戻っていた。ヴォルヴァドスにより侵入者達を撃退することには成功したが、ビルはもう帰ってこない。ヘイワードは薬を海へと投げ捨てる。ジーンは、ヘイワードは二度と過去に戻ることなく、現在と少し未来を生きることになるだろうと、モノローグを締めくくる。

### 5登場人物
- ジーン - 語り手。ジャーナル社員。記事に載せてはならないという規則があるゆえに、禁断の文献「妖蛆の秘密」の存在を知っている。
- ビル・メイスン - ジーンとヘイワードの友人。ヘイワードから連絡を受け、ジーンと2人で彼の別荘に行く。
- マイケル・ヘイワード - 怪奇作家。ハンティントン図書館の「妖蛆の秘密」の知識で作った薬物を服用し、前世の記憶を見て執筆することで、作品にリアリティを出している。
- 「侵入者」 - 巨大な一つ目の複眼と口を備え、半透明象牙色の球状の胴体部に、鱗に覆われた触手を生やしている。無数の群れで太古の地球に侵攻し、現代にも複数匹が現れた。
- ヴォルヴァドス - ムー大陸で人類に崇拝され、異次元からの侵略者達を最前線で迎え撃ち追い払った。<炎を焚きつけるもの>と称され、銀色の靄に覆われた異界的な<貌>として顕現する。
- 大神官 - ヘイワードの遠い前世。ムー大陸ベル＝ヤルナクという場所のヴォルヴァドス教団の大神官。山頂の祭壇で炎を燃やし、儀式を行う。周囲には白い服の神官団<監視するものたち>が控え、敵の侵入を見張る。[注 3]

### 5収録
- クト8、三宅初江訳「侵入者」
- 真ク3&新ク3、小林勇次訳「触手」

### 5関連作品
- 永劫より、墳丘の怪 - HPLが古代ムー（≒レムリア、沈んだ大陸）を扱った作品。HPLのムーでもクトゥルフとイグが崇拝されている。他に列挙されている神々の名が、HPLとカットナーでは異なる。
- クトゥルフの呼び声 (TRPG) - ヴォルヴァドスを旧神にカテゴリしている。

## ６：ヒュドラ
WT1939年4月号に掲載された。ヒュドラとアザトースの話であり、さらにファロールへの言及がある。

## ７：恐怖の鐘
『恐怖の鐘』（きょうふのかね、原題：英: Bells of Horror）は、SS1939年4月号に掲載された。
カットナーの地元カリフォルニアが舞台となっており、キリスト教とインディオの抗争にクトゥルフ神話を絡めている。カットナーが創造した文献「イオドの書」の初出作品でもある。
東雅夫は「邪悪なる鐘の音によって召喚され、地上に災厄をもたらす地底の魔物<ズ・チェ・クォン>の恐怖を描く。聴覚に特化した怪異描写がユニークだ」と解説している。

### 6あらすじ
18世紀後半、カリフォルニアでは、白人のキリスト教会と土着のインディオが争っていた。サン・ザヴィエル伝道本部が鋳造した3つの鐘に、ムツネ族のシャーマンが呪いをかける。白人たちが鐘を吊るして鳴らしたところ、地の底から邪悪な魔物が召喚されて災厄をくり出す。生き残った白人たちは鐘を取り外して洞窟に埋める。宣教師セラ・フニペロは、スペインへの帰還を願うも果たされず、死んで埋葬される。真実を知らない者たちは、隠された鐘について疑問を抱き、鐘の音は伝説として語り継がれる。
150年を経て、カリフォルニア歴史協会のトッド会長とデントンが3つの鐘を発掘する。トッドは秘書ロスに連絡し、道案内の少年を遣わす。だがガイド少年は怯えながら案内を渋り、ロスは道順を聞いて単身で現地へと向かう。道中の峡谷でロスは「蟾蜍（ひきがえる）が、自ら目を岩に押し付けて潰している」という異様な光景を目撃し、己もまた目に疼痛を覚える。
鐘を発掘したトッドとデントンの両目は充血して痛み、また作業員の1人は突然発狂して自分の眼球をえぐり取って走り去る。彼は山道を登るロスと出合い頭に、勢いのまま木にぶつかり息絶える。ロスは作業員を追ってきたトッドとデントンから説明を聞く。さらに別の作業員も暴走し、血迷った怪力で鐘を釣り上げ、あげく力尽きて墜落してきた鐘に首を切断されて死ぬ。不可解な事件が起きたものの、鐘は回収され、取り付けて鳴らすことも決定する。眼病や作業員の発狂死については、鐘についていた黴菌にでも感染したのだろうと結論付けられる。
宣教師セラの文書には、魔物ズ・チェ・クォンと鐘のことが記されていた。気になったデントンは、ハンティントン図書館で「イオドの書」を調べ、ズ・チェ・クォン（ズシャコン）について調べるが、本は検閲を受けて削除がされていたため、詳細がわからなかった。トッドは迷信だろうと言うが、そのとき鐘が鳴らされ、異常な冷気や地震が発生し、3人は異変に気付く。
3人は突然目が見えなくなり、闇に包まれる。鐘を鳴らすと闇がもたらされ、さらに地震によって鐘は鳴り続けるということを、3人は理解し、止めるべく行動を開始する。しかし「自分の目を抉り出したい」という狂った衝動が沸き起こり、3人は苦しむ。デントンの先導により、3人は盲目状態で伝道本部にたどり着く。操られたトッドが2人の目をえぐろうと襲い掛かって来るが、ロスが防戦し、デントンは3つの鐘の音の組み合わせを狂わせようとする。3人は負傷しつつ、音を止めることに成功する。鐘を破壊したことには抗議の声が上がったが、3人は鐘を壊したからこそ世界は破滅から救われたのである。
2ヵ月後に日食が起こり、ロスは目がむずがゆいと感じる。トッドから電話を受けたロスはトッドの家に向かうが、到着したときにはトッドは自分の両目をえぐった後に拳銃で自殺していた。ひとたび召喚された魔物は、そう簡単には眠りにつかないのかもしれないと、ロスは次の日食に何が起こるのかを恐れつつ、物語を締めくくる。

### 7主な登場人物・用語
- ロス - 語り手。カリフォルニア歴史協会の秘書。ロス・アンジェルス在住。
- アーサー・トッド - カリフォルニア歴史協会の会長。精力的な学者。
- デントン - トッドの助手。長身でたくましい体つきの男。記憶力と方向感覚に優れる。
- ホセ、サルト - メキシコ人の作業員たち。発狂して怪死を遂げる。
- サラ・フニペロ - 1775年に没したスペイン人宣教師。鐘の災厄に襲われたが生き残り、鐘を封印した。
- ムツネ族 - 邪悪なインディオ部族。キリスト教会の鐘に呪いをかけた。
- 「暗き沈黙のもの」 - ムツネ族は「ズ・チェ・クォン」と呼び、イオドの書には「ズシャコン」として記される。地の底から特定の呪術で召喚されるほか、食のときに現れることもある。寒気や闇をもたらしつつ、精神に干渉して「目など要らない、闇は素晴らしいぞ」と誘惑する。
- 「イオドの書」 - 原本が一部のみ現存すると伝わるが所在不明。ジョウハン・ニーガスが翻訳した削除版が、ハンティントン図書館に収蔵されている。同名の神格イオドとの関連は明らかではない。

### 7収録
- クト13、東谷真知子訳

### 7関連作品
- 深淵への降下 - カーターの神話作品。ズシャコンが登場する。ほかにも、カットナー神話はカーターに取り込まれている。
- ウスノールの亡霊 - ローレンス・J・コーンフォードの神話作品。イオドの書が登場する。

## ８：狩りたてるもの
『狩りたてるもの』（かりたてるもの、原題：英: The Hunt）は、SS1939年6月号に掲載された。
長らく言及されていたイオドがついに登場する。舞台である「修道士の谷」は『蛙』でも登場している。
東雅夫は「カットナーの独創による神格イオドの恐怖をなまなましく描いた一編。悪夢を経由して襲来する異次元生物という着想が光る。また、マッケン『黒い石印』との関連が仄めかされている点にも注目したい」、「ダーレス神話とは別種の神話大系が想定されている点で、おおいに興味深い作品である」などと解説している。

### 8あらすじ
古代の魔術師達は、イオドを召喚する方法と、自衛する予防策を確立させる。イオドはギリシャ人やエトルリア人にも信仰され、「妖蛆の秘密」にも記録される。
20世紀。資産家のアンドリアス・ベンスンが亡くなり、孫のウィル・ベンスンとそのいとこであるアルヴィン・ドイルに遺産が残される。遺産の独占を考えたアルヴィンは、人里離れた峡谷の小屋で隠遁生活を送るウィルのもとを訪ねる。祖父の死やアルヴィンの殺意を知らないウィルは、訪問してきたアルヴィンに対し「長年研究してきた神イオドを召喚する実験の最中であり、中止もできない」と言い、イオドは「生命力だけを奪い意識は残す」ことを説明する。
いとこを射殺したアルヴィンは、車で逃走中に強力な眠気に襲われる。停車させて仮眠に入ると、次々に切り替わる悪夢の中、おぞましい触手を備えた怪物がアルヴィンを追跡してくる。ついに触手がアルヴィンの脳に迫り、生命を吸い取られたアルヴィンは意識を失う。再びアルヴィンが目覚めたとき、体が全く動かなかった。アルヴィンは生きていることを主張しようとするが、それに気づかない周囲の者はただの死体として扱い、アルヴィンは意識を保ったまま葬られた。

### 8登場人物
- アンドリアス・ベンスン - 老資産家。遺産を残して死去する。
- アルヴィン・ドイル - 主人公。遺産の第二相続人。従兄のウィルとは20年間会っておらず、彼を殺して祖父の財産を独占しようとする。
- ウィル・ベンスン - 遺産の第一相続人。いにしえの魔術を、科学とみなしている。隠遁先でイオド召喚実験の最中に従弟のアルヴィンに殺される。
- イオド - <魂を狩りたてるもの>と異名される神。狙いをつけた人間をどこまでも追跡し、魂＝生命力を奪い取る。

### 8収録
- クト11、東谷真知子訳

### 8関連作品
- 黒い石印 - 「イシャクシャール」の元ネタ。

## カットナーの創造物

### イオド
神。外宇宙の邪神で、地球では別の名で崇拝された。カットナーの神の代表例であり、最初の『クラーリッツの秘密』で言及され、最後の『狩りたてるもの』で登場を果たす。

### ヴォルヴァドス
神。イオドと並んで挙げられることがある。クトゥルフ神話TRPGでは旧神とされる。

### ニョグタ
神。後にリン・カーター（初期）が地の精の小神に分類し、エディ・C・バーティンがシアエガという兄弟神を付け加えた。

### ヒュドラ
HPL『インスマウスの影』の「母なるヒュドラ」と同名の怪物。

### ズシャコン
神。アメリカ先住民の言語ではズ・チェ・クォンと呼ばれる。後にリン・カーターによって諸設定が補強される。

### ファロール
神。夫人アラン・C・ムーアの作品に登場する神が、カットナーの作品に名前だけ登場している。

### マイケル・リー
長身痩躯のオカルティスト。『セイレムの恐怖』『暗黒の口づけ』の2作に登場する。1作目でサンフランシスコ在住であることが語られている。2作目では家系についての言及があり、山田医師（博士）という協力者がいることが判明する。
後に日本の朝松健は、『聖ジェームズ病院』に若いころの彼を登場させ、キャラクターを掘り下げている。かつてはクトゥグアと契約して火の魔術を振るっていたが、この事件の教訓から邪神に対抗するために別の邪神の力を借りて用いることの危険性を知り、カットナー作品の時代では邪法を用いずに活動しているとされている。

### イオドの書
文献。詳細不明。『恐怖の鐘』に登場したのみ。
後続作品ではローレンス・J・コーンフォードの『ウスノールの亡霊』に登場する。これにより設定上は起源がエイボン時代以前にまで遡るということになっている。